# 迪化街 (高雄市)
迪化街（Dihua St.）為高雄市鼓山區內惟的東西向一般道路。起端為鼓山三路，末端為九如四路。

## 行經行政區域
- 鼓山區

## 沿線設施
- 內惟黃正公祠
- 高雄市立九如國民小學